# Symmacra sinensis
Symmacra sinensis är en fjärilsart som beskrevs av Louis Beethoven Prout 1935. Symmacra sinensis ingår i släktet Symmacra och familjen mätare. Inga underarter finns listade i Catalogue of Life.